# Котляревский, Сергей Андреевич
Серге́й Андре́евич Котляре́вский (23 июля (4 августа) 1873, Москва — 15 апреля 1939, полигон «Коммунарка», Московская область) — русский историк, писатель, правовед, профессор Московского университета, политический деятель.

## Биография
Родился 23 июля (4 августа) 1873 года в Московской губернии в семье действительного статского советника, члена Московской судебной палаты Андрея Ивановича Котляревского.
В 1892 году окончил с золотой медалью 5-ю московскую гимназию. Окончил историко-филологический факультет Московского университета (1897). После окончания учёбы был оставлен на три года при университете для подготовки к получению профессорского звания по кафедре всеобщей истории.
В 1899 году началась преподавательская деятельность Котляревского в Московском университете на должности приват-доцента.
За труд «Францисканский орден и римская курия в XIII и XIV веках» (1901) в мае 1902 года получил степень магистра всеобщей истории, а степень доктора за сочинение «Ламеннэ и современный католицизм» — в декабре 1904 года. В 1907 году сдал экстерном экзамены на юридическом факультете и защитил диссертации на степень магистра («Конституционное государство. Опыт политико-морфологического обзора», 1907) — в январе 1908 года, а затем доктора государственного права («Правовое государство и внешняя политика», 1909) — в феврале 1910 года.
С 1901 года гласный Балашовского уездного и Саратовского губернского земских собраний.
С конца 1903 года член Совета «Союза земцев-конституционалистов» и один из организаторов «Союза освобождения».
С 1904 года председатель секции истории религии Историко-филологического студенческого общества при Московском университете, участвовал в деятельности кружка «Беседа».
С 1905 года член Совета Московского религиозно-философского общества памяти Вл. Соловьёва.
В 1905 году член-учредитель и член Центрального комитета конституционно-демократической партии.
В 1906 году избран депутатом I Государственной думы от Саратовской губернии. После её разгона подписал Выборгское воззвание и был осуждён за это на 3 месяца тюрьмы.
В 1906 году член-основатель масонской ложи «Возрождение» Великого востока Франции. С момента её учреждения являлся её оратором.
С 1907 года преподавал на юридическом факультете Московского университета: экстраординарный профессор с 1910 года, ординарный профессор кафедры государственного права с июня 1911 по 1919 год. Читал курсы: «Государственное право важнейших иностранных держав», «История международных отношений», «Российское государственное право», «История публичного права». Одновременно приват-доцент Московских высших женских курсов (1902—1918) и Московского коммерческого института (1908—1917).
С 1911 года статский советник.
В 1912 году вышел из кадетской партии.
С 1914 года член Всероссийского союза городов, Земского союза и лекционного комитета «Война и культура», член Московского археологического общества.
Награжден орденами св. Анны III и II степени, св. Владимира IV степени (1916).
В 1917 году работал в VIII отделе Предсоборного совета, член-учредитель Лиги русской культуры, директор Департамента духовных дел иностранных исповеданий в Министерстве внутренних дел, товарищ обер-прокурора Синода и министра исповеданий Временного правительства. Член Поместного Собора Православной Российской Церкви как член Предсоборного совета, член VI, XX отделов, на 3-й сессии член Соборного совета.
С осени 1918 года член московского отделения антибольшевистской организации «Всероссийский национальный центр», в августе 1919 года арестован за «принадлежность к партии кадетов», вскоре освобождён. Служил в Транспортно-материальном отделе Высшего совета народного хозяйства РСФСР.
В 1920 году арестован по делу «Тактического центра».

Но вот самые страшные их действия: в разгар гражданской войны они… писали труды, составляли записки, проекты. Да, «знатоки государственного права, финансовых наук, экономических отношений, судебного дела и народного образования», они писали труды! (И, как легко догадаться, нисколько при этом не опираясь на предшествующие труды Ленина, Троцкого и Бухарина…) Проф. С. А. Котляревский — о федеративном устройстве России, В. И. Стемпковский — по аграрному вопросу (и, вероятно, без коллективизации…), В. С. Муралевич — о народном образовании в будущей России, профессор Карташёв — закон о вероисповеданиях. А (великий) биолог Н. К. Кольцов (ничего не видавший от родины, кроме гонений и казни) разрешал этим буржуазным китам собираться для бесед у него в институте. (Сюда же угодил и Н. Д. Кондратьев, которого в 1931 г. окончательно засудят по ТКП.)

Дал обширные показания о деятельности Совета общественных организаций, Национального центра и Союза возрождения России, поскольку решил стать «простым советским работником». 28 апреля 1920 до суда был освобождён из-под стражи под подписку о невыезде. Приговором Верховного трибунала при ВЦИК от 20 августа 1920 признан виновным в участии и сотрудничестве в контрреволюционной организацией с целью свержения советской власти путём вооружённого восстания. Приговорён к расстрелу с заменой условным тюремным заключением сроком на 5 лет, освобождён из-под стражи в зале суда. Постановлением распорядительного заседания Верховного ревтрибунала при ВЦИК от 10 ноября 1920 года был освобождён и от условного осуждения.
В 1920—1928 годах преподавал на факультете общественных наук МГУ, юрисконсульт Наркомата юстиции.
Одновременно с 1921 года сотрудник Института советского права и журнала «Советское право», член Комиссии содействия ученым при Совете народных комиссаров СССР и литературной секции Государственной академии художественных наук.
С 1922 года член Совета Вольной академии духовной культуры.
В 1926—1935 годах консультант Бюджетной комиссии ЦИК.
В 1928—1930 годах профессор финансового права в Московском промышленном институте. С 1931 года — на пенсии.
С 1935 года консультант Совета по изучению производительных сил при Академии наук СССР, историк в бригаде Туркменской экспедиции.
С 1936 почётный член Международного института юридической социологии.
В 1937 году после письменного обращения к И. В. Сталину назначен профессором-консультантом Всесоюзной правовой академии Наркомата юстиции.
17 апреля 1938 года был арестован и 14 апреля 1939 года как «один из руководителей антисоветской террористической кадетско-монархической организации» приговорён Военной коллегией Верховного суда СССР к расстрелу. Расстрелян на территории совхоза «Коммунарка» Московской области.
8 августа 1956 по определению Военной коллегии Верховного суда СССР дело в его отношении прекращено «за отсутствием состава преступления». Реабилитирован (по делу 1920) 18 ноября 1992 по заключению Генеральной прокуратуры Российской Федерации.

### Семья
С 1898 года был женат на Екатерине Николаевне Орловой, внучке декабриста Михаила Фёдоровича Орлова и Екатерины Николаевны, урождённой Раевской. Их дочь — Павла Сергеевна (1906—1978), замужем за Семёном Ивановичем Киселёвым, в семье 6 детей.
- Отец — Андрей Иванович Котляревский  (1826—11.11.1895)[8]
- Мать — Антонина Ивановна Котляревская[8], урождённая ?
  - Брат — Иван Андреевич Котляревский (1853—1909)[8]
  - Сестра — Ольга Андреевна, в замужестве Перелешина (1861—?), её муж депутат 2-й Государственной думы Дмитрий Перелешин[8].
  - Брат — Сергей Андреевич Котляревский, ст. (1862—1863), умер младенцем[8].
  - Брат — Константин Андреевич Котляревский (11 мая 1864—12 июля 1864), умер младенцем двух месяцев отроду[8].
  - Брат —  Фёдор Андреевич Котляревский (1866—?)[8]
  - Сестра — Екатерина Андреевна Котляревская[8]

## Сочинения
- Письма // НИОР РГБ. Ф. 70. К. 45. Ед. хр. 62-63; Ф. 109. К. 27. Ед. хр. 90-91; Ф. 171. К. 1. Ед. хр. 33.
- Что может дать антропогеография для истории? М., 1900.
- Францисканский орден и римская курия в XIII и XIV веках. М., 1901.
- Опыт психологической характеристики политической жизни Англии // Русская мысль. 1902. № 5.
- Ламеннэ и современный католицизм. М., 1904.
- Религия в американском обществе; Об истинном и мнимом реализме; Предпосылки демократии; К философии избирательного права; Учение Б. Н. Чичерина о сущности и смысле права; Памяти кн. С. Н. Трубецкого; Политика и культура; Психологические предпосылки терпимости; Гражданская религия у Руссо; Прагматизм и проблема терпимости; Джемс как религиозный мыслитель; Философия конца; Война; Миросозерцание кн. С. Н. Трубецкого // Вопросы философии и психологии. 1904—1916. Кн. 71, 75, 77, 80-81, 84, 88, 102—103, 105, 119, 124, 131.
- Католический университет в Лувене // Научное слово. 1904. № 10.
- Свобода союзов; Децентрализация и федерализм // Научное слово. 1905. № 5, 7.
- Совещательное представительство. Ростов н/Д., 1905.
- Система двух палат // Вопросы жизни. 1905. № 7-8.
- Классовые интересы и государственные цели; Избирательный закон; Международное положение России к 1906 г.; Партии и наука; Национально-областной вопрос в программе конституционно-демократической партии; Кондратий Федорович Рылеев; Россия, Франция и Англия; Проблема демократизации государства // Полярная звезда. 1905—1906. № 1-2, 4-7, 10, 13.
- Накануне аграрной реформы; К национальному вопросу // Право. 1905. 8 мая, 4 сентября.
- Прения по вопросу о передаче адреса // Право. 1906. 14 мая.
- Неотложный вопрос // Речь. 1906. 29 апреля.
- Смертная казнь и государственные интересы; Обязательный мандат; Психология земельной реформы // Свобода и культура. 1906. № 1, 5, 8.
- Свобода совести // Свободная совесть. М., 1906. Кн. 1.
- Правительство и выборы; Свобода совести; Защита конституционализма; Из области тактики; Законодательное творчество министров // Московский еженедельник. 1906. № 3, 21, 25, 27, 37.
- Конституционное государство. Опыт политико-морфологического обзора. М., 1907.; 2-е изд. Котляревский С. А. Конституционное государство. Юридические предпосылки русских основных законов: научное издание / С. А. Котляревский ; Ред. В. А. Томсинов ; Моск. гос. ун-т им. М. В. Ломоносова, Юрид. фак. — М. : Зерцало, 2004. — 340 с. — (Русское юридическое наследие).
- Иностранная политика // Русская мысль. 1907. № 1-12; 1908. № 1-4.
- Отклики печати на смерть П. А. Гейдена // Труды вольного экономического общества. 1907. Т. 2. № 6.
- Будет ли распущена вторая Дума?; Государство и Церковь; Вопросы национального равноправия во второй Думе; Конституционная оппозиция и ее критики; Дворянская программа и аграрный вопрос; Законопроект о польской автономии; Двухмесячные итоги; Франко-японский договор и Россия; Законопроекты о свободе совести и отделении Церкви от государства; Вопросы думского наказа; Тройственный союз; Министерский законопроект об ответственности должностных лиц; Ближнее и далекое; Новый Тройственный союз; Союзы и соглашения; Критики франко-русского союза; Россия и Германия; Марокканские осложнения; Флот и внешняя политика России; Левые блоки; Искания патриотизма; Очередные задачи; Единство и народности России; Конституционный принцип; Сила и право; Прогнозы; Современная стадия польского вопроса; Третья Дума и ее предшественница; Дума и вопрос о флоте // Русские ведомости. 1907. № 18, 23, 31, 35, 81, 88, 91, 101, 108, 114, 119, 128, 137, 152, 161, 168, 174, 188, 230, 243, 250, 254, 260, 267, 279, 285, 289, 297.
- Кризис патриотизма; Еврейский вопрос; Закон жизни; Памяти В. В. Стасова; Цели и средства // Московский еженедельник. 1907. № 16, 20/21, 28, 45, 47.
- Дума и крестьянство; Два миросозерцания; Памяти кн. С. Н. Трубецкого; К годовщине 17-го октября; Крестьянский вопрос; Русская промышленность и политическое возрождение // Московский еженедельник. 1908. № 10-11, 14, 41, 45, 48.
- Конституционный вопрос в России в 1907 году; Воссоздание флота; Переговоры о Балтийском море; Новые перспективы на Ближнем Востоке; Обструкция большинства; Англо-русские соглашения; Осуждение террора; Германия и Польша; Финляндия и интересы государственной обороны; Амурская железная дорога; Административный надзор и органы местного самоуправления; Думские прения о Ближнем Востоке; За три года; Конституционная форма и система управления // Русские ведомости. 1908. № 1, 3, 7, 17, 23-24, 34-35, 40, 50, 61, 76, 82, 89, 102.
- Конституционный вопрос в 1908 году; Государственная дума и русско-турецкое соглашение; Поводы и причины; Проект Холмской губернии; Признание прав меньшинства; Перед совещанием монархов; Перед выборами; Русское народное представительство во французской оценке // Русские ведомости. 1909. № 1, 57, 63, 88, 95, 125, 220, 271.
- Мир; Господство исключительных положений; К бюджетным прениям; Успокоение и оздоровление; Международные перспективы; За три года; Законопроекты о свободе совести; К приезду представителей славянских народностей; Сдвиг; Память Полтавы; Финляндские дела; Подъем производительных сил; Национальные ненависти; Землеустройство и его критика; Перед новой сессией; К финляндскому вопросу; Местный суд и сословный строй; Противоречия // Московский еженедельник. 1909. № 3, 7-8, 13-15, 19-21, 24-25, 29, 32, 37, 40-41, 44, 46.
- История Франции в XIX веке. М., 1909.
- Правовое государство и внешняя политика. М., 1909 (М., 1993).
- Государственное право иностранных держав. М., 1910.
- Предисловие // Русов Н. О нищем, безумном и боговдохновенном искусстве. М., 1910.
- Логика вещей; К приезду французских представителей; Злоключения думского центра; Шопен; Думские правды и политическая нравственность; Закон 9 ноября; По поводу пошлин на ввозимые сельскохозяйственные орудия; Законопроекты о старообрядцах; Урожай // Московский еженедельник. 1910. № 1, 6-7, 9, 11, 13, 15, 21, 28.
- С. А. Муромцев и думский распорядок // Сергей Андреевич Муромцев. Сб. статей. М., 1911. С. 297—308.
- В. О. Ключевский как историк учреждений // Вопросы права. 1911. Кн. 8.
- Русская внешняя политика и национальные задачи // Великая Россия. Кн. 2. М., 1911. С. 45-66.
- Памяти Иелинека // Вестник права и нотариата. 1911. № 3.
- Юридические предпосылки русских основных законов. М., 1912.
- Сущность парламентаризма // Юридический Вестник (Москва). 1913. Книга II. — С. 93 — 107.
- Несколько слов памяти графа Л. А. Камаровского // Юридический вестник. 1913. № 4.
- К вопросу о происхождении государства // Юридический вестник. 1914. № 5.
- Земство и самоуправление // Право. 1914. № 1.
- Марк Аврелий // Аврелий Марк. Наедине с собой. Размышления. М., 1914.
- Программа для испытаний по государственному праву для слушателей Экономического отделения. М., 1914.
- Памяти Б. Н. Чичерина. М., 1914.
- Власть и право: Проблема правового государства. — М.: Изд. Г. А. Лемана, С. И. Сахарова, Тип. «Мысль» Н. П. Меснянкин и Ко, 1915. — [2], 417, [2] с.; 2-е изд. Власть и право. Проблема правового государства / Отв. ред.: В. П. Сальников, Ю. А. Сандулов. — СПб.: Лань и др., 2001. — 366с.
- Россия, проливы и Константинополь // Утро России. 1915. 7 марта.
- Россия и Константинополь // Русская мысль. 1915. № 4.
- Проливы // Юридический вестник. 1915. № 9.
- А. С. Алексеев как историк политических учений; Памяти М. В. Ковалевского // Юридический вестник. 1916. № 14.
- Основные задачи внешней политики // Проблемы Великой России. 1916. № 1. С. 6-9.
- Война и демократия. М., 1917.
- А. С. Алексеев; М. М. Ковалевский // Отчет о состоянии и действиях Московского университета за 1916 г. М., 1917.
- Историзм и юридическое образование // Сб. статей в честь М. К. Любавского. Пг., 1917.
- Учредительное собрание в Москве // Утро России. 1917. 22 марта. № 77.
- Оздоровление // Из глубины. Сб. статей о русской революции. М., 1918.
- Австро-Венгрия в годы мировой войны. М., 1922.
- Развитие международных отношений в новейшее время. М., 1922.
- Котляревский С. А., Фельдштейн М. С. Политическая карта Европы после Версальского мира. — М., 1922. — 22, [1] c.
- Бюджет СССР, как он составляется, утверждается и исполняется. М., 1925.
- Бюджетное право СССР. М., 1925 (2-е изд.).
- СССР и союзные республики. М., 1926 (2-е изд.).
- Бюджет и местные финансы. М., 1926.
- Финансовое право. Л., 1926.
- Как волость собирает средства и как их расходует. М., 1927 (3-е изд.).
- Развитие советского законодательства о местном хозяйстве. М., 1928.
- Национальный центр в Москве в 1918 г. // На чужой стороне. Берлин; Прага, 1928. Т. 8.
- История Национального Центра.
- Протоколы допросов и показания // Красная книга ВЧК. Т. 2. М., 1990. С. 149, 245, 302—303.
- Протокол допроса 2 марта 1920 г. // Всероссийский Национальный Центр. М., 2001. С. 514.
- Письмо к И. В. Сталину // Томсинов В. Российские правоведы XVIII—XX веков. Очерки жизни и творчества. М., 2007. Т. 2. С. 391, 409, 412.
- Избранные труды. М., 2010.